# Paysage audiovisuel français
Pour les articles homonymes, voir PAF.
Le paysage audiovisuel français, couramment désigné par son acronyme PAF, est, à un moment donné, l'aspect général qui ressort des chaînes de télévision et des stations de radios existant en France, des émissions qu'elles proposent, de leurs animateurs, des sociétés de production, etc.
L'acronyme, proche de plusieurs mots tenant du registre familier, est l'objet de nombreux jeux de mots : le titre de l'émission Pif paf (traitant de l'actualité télévisuelle sur Paris Première), « Les Pieds dans le PAF » (nom de la dernière association de téléspectateurs encore en activité, et expression souvent employée par les journalistes). Il est aussi à l'origine du nom de la société de production de télévision créée par Marc-Olivier Fogiel, PAF productions.
Plus récemment, l'expression a été étendue en paysage internet français (PIF), pour décrire son équivalent au monde de l'Internet.